# リチャード・クー
リチャード・クー（Richard C. Koo）はアメリカ国籍 のエコノミスト。野村総合研究所研究創発センター主席研究員、チーフエコノミスト。

## 経歴
1954年、兵庫県神戸市生まれ、東京育ち。1976年カリフォルニア大学バークレー校卒業（政治経済）。ジョンズ・ホプキンス大学大学院にて経済学修士課程修了(MA in Economics)。1981年にニューヨーク連邦準備銀行入行。国際調査部、外国局などでエコノミストとして活躍した後、1984年11月に野村総合研究所に入社。現在、同社の主席研究員、チーフエコノミスト。内閣府経済動向分析・検討会議委員、早稲田大学客員教授などを務める。
講演活動を世界各地で行っている。2007年6月8日には麻生太郎衆議院議員の政治団体素淮会の支出により講演をした。

## 論壇
デフレ不況の経済状況を示すモデルとして「バランスシート不況」を提唱している。そのモデルに基づき、1990年代後半からは積極財政政策を強力に主張し、供給側の改革を主張する論陣とぶつかった。そのため、大きな政府を主張する代表的なエコノミストの一人と考えられている。ケインジアンの一人と目されることも多いが、ケインズ経済学の問題点についても指摘している。

### バランスシート不況
バランスシート不況とは、大多数の民間企業がバランスシート悪化の修復に動く事で、合成の誤謬によってマクロ経済に悪循環をもたらし引き起こされる、デフレによる不況（景気後退）の原因を説明した、リチャード・クーが提唱した経済理論モデルの一つである。
通常景気後退局面では、各国の中央銀行による政策金利の引き下げが行われ物価や景気刺激が誘導される。政策金利は景気が良い場合には高く設定され、景気が悪い場合には低く設定される。これによって、景気が良い場合には預貯金やローンの金利が上がり、通貨の流通が抑えられ、景気が悪い場合には金利が低くなり通貨の流通を促進させる。このように中央銀行によって流動性供給や金融緩和が行われる事で適正な物価や通貨価値の安定といった経済環境をもたらす事ができる。
しかし資産バブル崩壊による景気後退局面では不動産や株式などの担保価値を持つ資産価格の下落により、企業は深刻な貸借対照表（バランスシート）悪化の問題に直面することになる。これにより多数の民間企業が大きな負債を抱えた状態となり、この負債圧縮、借金返済のために資産の売却や設備投資の縮小が行われ、これが更なる資産価格下落や景気の悪化を呼び、企業のバランスシートを悪化させる（→合成の誤謬も参照）。そしてこのことが更なる負債圧縮、借金返済を迫り、資産価格の下落や景気悪化をもたらすという悪循環が起きるとする。また、このような場合には企業が設備投資よりも負債の圧縮を優先することから、金融緩和による景気刺激効果が弱まる。
このように大多数の民間企業がバランスシート悪化の修復に動く事で、マクロ経済に悪循環をもたらしている状態を「バランスシート不況」と呼んでいる。

### 良い円高 悪い円高
クーは著書『良い円高 悪い円高』において、輸出と輸入の貿易不均衡が是正されて起こる円高は「良い円高」であるとした。一方、輸入障壁や商慣行の違いによって輸入が増えない中で、輸出が減る形で貿易不均衡が是正されるように起こる円高を「悪い円高」とし、従来の円高は、日本の閉鎖的な貿易慣行に原因があるとした。
この『日本の閉鎖的な慣行』が円高を招いたとする考えについては、小宮隆太郎が異議を呈し、論争となった。
小宮は、その国の総投資が総貯蓄を上回るときに経常赤字が発生する（貯蓄投資バランス）のであり、貿易不均衡に為替レートやその国の市場の開放性・閉鎖性は関係ない、と論じた。その後、商慣行などが特段変わらない中で為替レートが円高から円安に転換したこともあり、両者の論争も終息していくこととなった。

## 人物
趣味はカメラとプラモデル作り。本職の業務を通じて知り合ったタミヤ社長の田宮俊作らと親交があり、自作のジオラマを自ら撮影した写真集『幻のドイツ空軍』（PHP研究所・1998年、2011年に完全版が徳間書店より刊行）を出版したこともあるほど。
カメラは特にコンタックスのファンで、コンタックスブランドを持つ京セラがカメラ事業から撤退することを決定した際には、同社の稲盛和夫会長（当時）に直談判して最終モデルの生産を訴えたほど（ただしその要望は実現せず）。一方でライカは「持ってはいるが撮ったことはない」状態のほか、デジタルカメラは「曲線ばかりのグニャグニャしたデザインが好きになれない」との理由で使っていないという。

## 家族
台湾五大財閥といわれる名門の鹿港辜家の一員である。
祖父の辜顕栄は実業家として巨万の財を築き、後に大日本帝国時代の台湾総督府評議会議員や、台湾初の貴族院議員となった人物である。祖母は日本人の岩瀬芳子。
父の辜寛敏は台湾の実業家であり、台湾独立運動家としても知られ、総統府資政を務めた。伯父の辜振甫も台湾の財界人であり、海峡交流基金会董事長や総統府資政などを歴任した。

## 主な受賞歴
- 日経金融新聞 アナリスト・ランキング エコノミスト部門 第1位 （1995年、1996年、1997年）
- 日経公社債情報 債券アナリスト人気調査 エコノミスト部門 第1位 （1998年、1999年、2000年）
- 米インスティテューショナル・インベスター エコノミスト部門 第1位（1998年）
- 米National Association for Business Economics The Abramson Award 受賞（2001年）
- 米Doctral Fellowship of the Board of Governors of the Federal Reserve（1980年、1981年）

## 主な著書
- 『良い円高 悪い円高』東洋経済新報社、1994年7月
- 『投機の円安 実需の円高』東洋経済新報社、1995年12月
- 『金融危機からの脱出』PHP研究所、1998年3月
- 『日本経済回復への青写真』PHP研究所、1999年2月
- 『良い財政赤字 悪い財政赤字』PHP研究所、2000年12月
- 『日本経済 生か死かの選択』徳間書店、2001年10月
- 『デフレとバランスシート不況の経済学』徳間書店、2003年10月
- 『「陰」と「陽」の経済学』東洋経済新報社、2006年12月
- 『日本経済を襲う二つの波』徳間書店、2008年7月
- 『世界同時バランスシート不況』徳間書店、2009年8月 共著
- 『バランスシート不況下の世界経済』徳間書店、2013年12月
- 『「追われる国」の経済学：ポスト・グローバリズムの処方箋』東洋経済新報社、2019年4月